# Subak (Bewässerungsgemeinschaft)

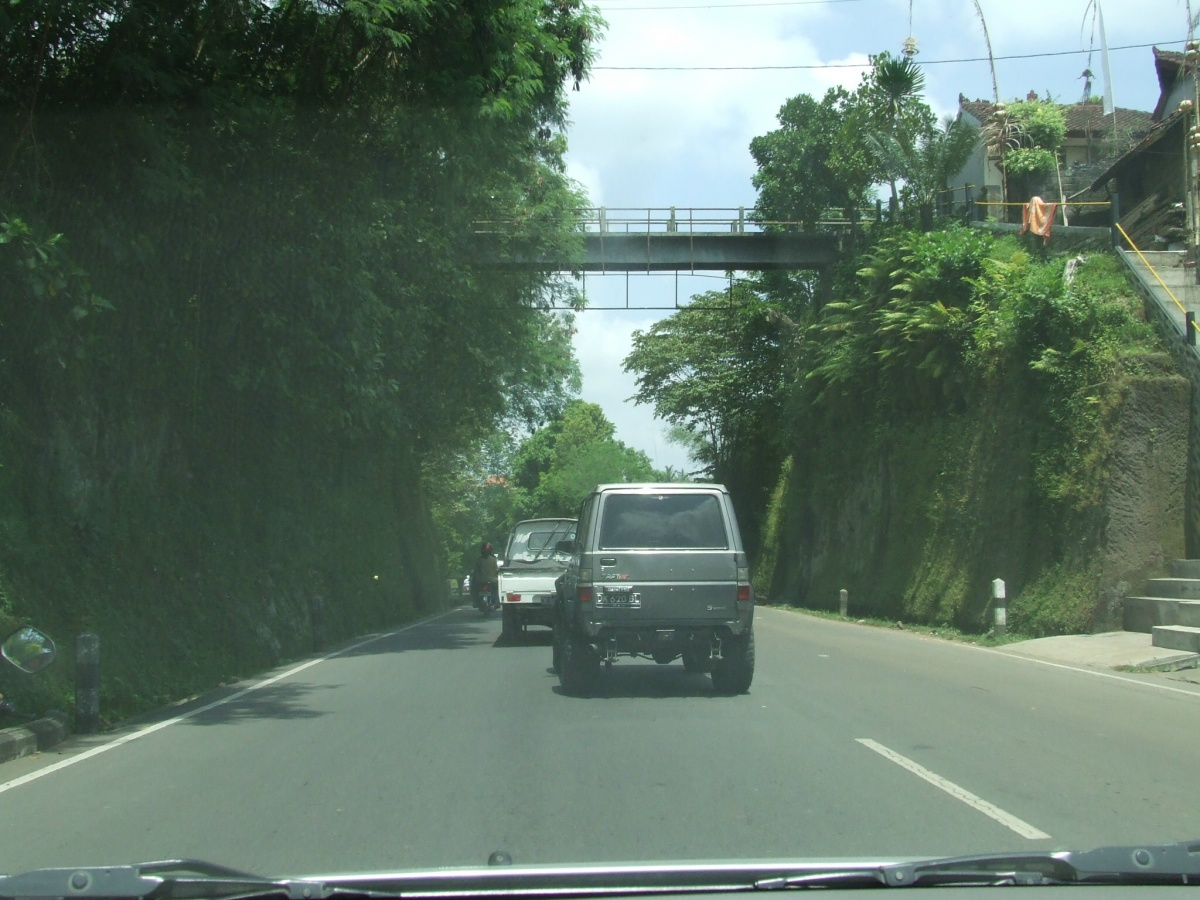
Aquädukt über die Straße von Tabanan nach Gilimanuk

Beispiel für Kanalbauten im Stil der grünen Revolution

Subak (balinesisch, „Bewässerungsgemeinschaft“ oder „Bewässerungsgenossenschaft“) ist auf der indonesischen Insel Bali eine Organisation im ländlichen Raum, die den rechtlichen und praktischen Rahmen zum Nassreisanbau bietet. Zu einem Subak gehören der Verband der Landbesitzer, eine Anzahl von vielerorts terrassierten Reisfeldern (sawah) und das hierfür notwendige Bewässerungssystem.
Fünf balinesische Subak-Landschaften wurden 2012 in die Liste des UNESCO-Weltkulturerbes aufgenommen.

## Geschichte
Endgültig eingeführt wurden die Subaks 1022 durch königliches Edikt. Ursprünglich beschreibt der Begriff Subak nur das Bewässerungssystem der Reisterrassen, die über einen Kanal (bal.) telabah gde oder Damm (bal.) empelan bewässert werden. Subak heißt wörtlich verbundenes Wasser.
Die ersten Subak wurden wahrscheinlich an Quellen angelegt, denn die Flüsse in Bali sind wegen ihrer schlechten Erreichbarkeit in tief eingeschnittenen Tälern für Bewässerung nur mit erheblichen Kunstbauten nutzbar. Diese Quellen wurden wegen ihrer Bedeutung früh mit Tempeln versehen. Subak hatten also ab ovo einen religiösen Aspekt.
Später wurden nach ersten erfolgreichen Tunnelbauten in diesem Zusammenhang auch Flüsse mittels Bewässerungstunneln erschlossen. Weiterhin wurden zur Weiterverwendung von Überschüssen immer mehr Kanäle und auch Aquädukte angelegt. Wenn ein sawah (Nassreisfeld) voll ist, braucht es wenig Wasser, und wenn es zur Ausreifung des Reises trockengelegt wird, gar keines. Im Zuge der grünen Revolution der späten 1960er und frühen 1970er Jahre kamen die Subaks verschiedentlich in Krisensituationen.

## Organisation
Die Landbesitzer der zugehörigen Reisfelder werden als Mitglieder des Subak bezeichnet. Der klian (Vorsitzende) wird durch die Vollversammlung der Mitglieder nach Bedarf gewählt.
Siedlungstechnisch ist der Subak keine Siedlungseinheit, sondern eine agrarwirtschaftliche Gemeinschaft. Die Grenzen eines Subak ergeben sich ganz physisch aus dem Zulauf an einer Quelle oder einem großen Kanal und aller daran hängenden bewässerten Flächen. Die Siedlungsgemeinschaft wird als (bal.) banjar bezeichnet. Diese Dorf- beziehungsweise Siedlungsgemeinschaft kann in mehreren Subak liegen, und umgekehrt kann ein Subak aus Grundstücken verschiedener Banjar bestehen.
In der „Reiskammer Balis“, im Dorf Sanggulan, Kreis Tabanan, existiert ein sehenswertes Museum.
Subak und die diesen übergeordneten Wassertempel sind ein eminentes Beispiel menschlicher Selbstorganisation. Mit den übergeordneten Ebenen der Wassertempel ergibt sich für das Bewässerungssystem einer Wasserscheide eine fraktale Organisation. Diese bewirkt durch Steuerung der Anbaupläne eine auf die begrenzenden Faktoren Wasserknappheit und Schädlingsbefall hin optimierte Bewirtschaftung.